# Grace Daniel
Grace Daniel (ur. 24 lutego 1984, Nigeria) – nigeryjska badmintonistka. Uczestniczka Letnich Igrzysk Olimpijskich 2008.